# Synothele houstoni
Espèce
Synothele houstoni est une espèce d'araignées mygalomorphes de la famille des Barychelidae.

## Distribution
Cette espèce est endémique du Goldfields-Esperance en Australie-Occidentale,. Elle se rencontre vers McDermid Rock.

## Description
Le mâle holotype mesure 8 mm

## Étymologie
Cette espèce est nommée en l'honneur de Terry Francis Houston.

## Publication originale
- Raven, 1994 : Mygalomorph spiders of the Barychelidae in Australia and the Western Pacific. Memoirs of the Queensland Museum, vol. 35, no 2, p. 291-706 (texte intégral).